# Phylliana lineata
Phylliana lineata är en insektsart som först beskrevs av Victor Lallemand 1935.  Phylliana lineata ingår i släktet Phylliana och familjen Flatidae. Inga underarter finns listade i Catalogue of Life.